# Johann Seits
Johann Seits (* 3. April 1887 in Wien, Österreich-Ungarn; † 3. Mai 1967 in Radstadt) war ein österreichischer Landschafts- und Marinemaler. Er wirkte vor allem in Wien sowie in Dalmatien und nach 1945 in Radstadt.

## Leben

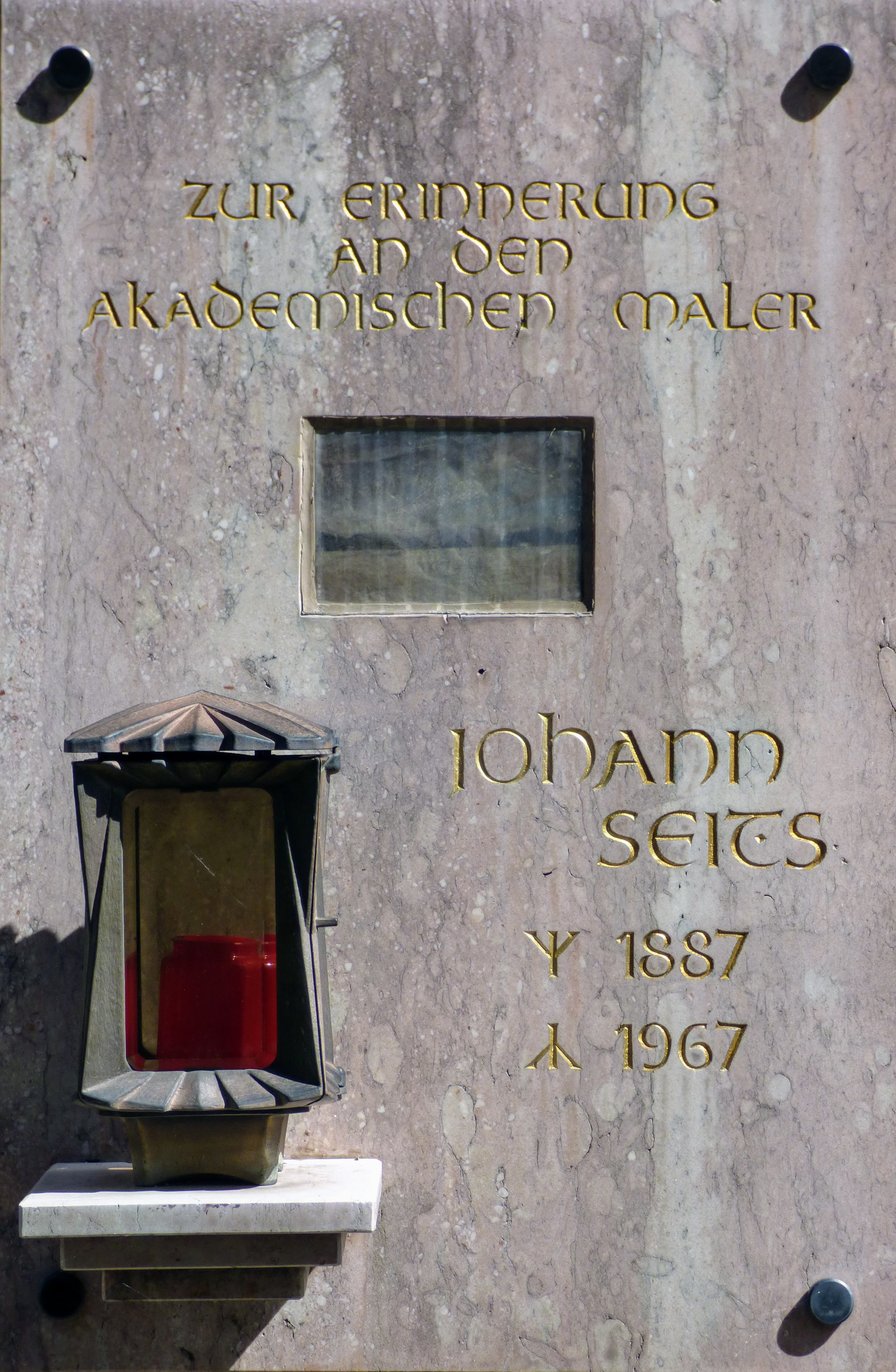
Grabstätte von Johann Seits in Radstadt

Seits studierte ab 1904 an der Malschule der Akademie der bildenden Künste in Wien und war Schüler des Porträtmalers Kasimir Pochwalski. Bereits während seines Studiums reiste er durch Dalmatien, malte in der Umgebung von Dubrovnik und baute sich ein Haus in Lozica im Kronland Dalmatien. Ab 1912 unternahm er eine Weltreise, die ihn vor allem nach Japan, anschließend nach Hawaii, San Francisco, New York und Chicago führte. Über Algerien, Neapel und Triest kehrte er nach Wien zurück. Motive aus Japan zeigte er 1914 auf einer vielbeachteten Ausstellung im Wiener Kunstsalon Pisko.
Im Ersten Weltkrieg wurde er offizieller Kriegsmaler des Kaiserlich und königlichen-Kriegspressequartiers. Er nahm an dem Durchbruch der Otranto-Sperre auf der Novara am 14. Mai 1917 teil. Für seine Bilder der Schlacht erhielt er einen Orden von Kaiser Franz Joseph. Zahlreiche weitere Seeschlacht- und Kriegsschiffbilder entstanden, die zum Teil auch für eine Postkartenserie der österreichischen Kriegsfürsorge verwandt wurden. Von seinen beliebtesten Motiven dieses erfolgreichen österreichisch-ungarischen Seegefechts wurden auch Farbdrucke hergestellt.
Nach Kriegsende 1918 lebte er in den Sommermonaten in seinem Haus in Lozica und arbeitete unter anderem als Maler für Angehörige der amerikanischen und der britischen Flotte, die gelegentlich in die Bucht von Kotor oder in Dubrovniks Hafen von Gruž einliefen. Seine Bilder sind in dieser Zeit geprägt von lieblichen Landschaften der dalmatinischen Adriaküste in südlichem Licht.
Im Jahr 1942 wurde Seits in das italienische Konzentrationslager in Isernia deportiert, wo er bis 1943 inhaftiert war. Hier entstand ein mit J. SEITS 1942 Isernia bezeichnetes kleinformatiges Selbstporträt. Anschließend zog er nach Zagreb, ging 1945 nach Österreich zurück und lebte bis zu seinem Lebensende in Radstadt. Dort schuf er zahlreiche Radstadt-Ansichten und erwies sich in den 1950er Jahren als dokumentarischer Beobachter seiner Stadt.
Seine typische Signatur war (in großen Druckbuchstaben) „J.SEITS“.
Gelegentlich werden Werke von Seits im Auktionshandel angeboten. Die Existenz eines Künstlers gleichen Namens mit den Personaldaten Johann Seits (Brunn 1867–1944 Wien) – wie vom Auktionshaus Dorotheum behauptet – kann nicht bestätigt werden.

## Einzelausstellungen
- 1914: Bilder und Studien aus Japan, Kunstsalon Pisko, Wien
- 1923: Ausstellung der Bilder, Petit Salon d’Art Weiss, Dubrovnik (Ausstellungsplakat im Museum für moderne Kunst Dubrovnik)[9]
- 2004/2005: Retrospektive, kuratiert von Sanja Žaja Vrbica,  Museum für moderne Kunst Dubrovnik (MMAD)